# The Musical Times
The Musical Times è una rivista accademica di musica classica edita e prodotta nel Regno Unito e attualmente la più antica rivista di questo tipo ancora pubblicata in quel paese.

## Storia
Fu in origine pubblicata come The Musical Times e Singing Class Circular dal 1844 al 1903. Il titolo è stato poi abbreviato con il nome attuale dal gennaio 1904. All'inizio la rivista appariva mensilmente, ma ora è una pubblicazione trimestrale. È anche disponibile online su JSTOR e RILM Abstracts of Music Literature Full Text.
Tra i precedenti caporedattori figurano F. G. Edwards (1897–1909), Harvey Grace, Stanley Sadie (1967–1987) ed Eric Wen.